# Киргизская литература
Кирги́зская литерату́ра (кирг. Кыргыз адабияты) — совокупность письменных и устных произведений на киргизском языке, история которых берёт начало в XIX веке.

Памятник Манасу Великодушному в московском Парке Дружбы

## Дореволюционный период
До возникновения киргизской письменности литература киргизов развивалась в форме устного творчества. Существовала традиция устной киргизской народной поэзии, начиная от лирики и заканчивая эпосом. Из киргизских поэтических произведений известны пастушеские («Бекбекей») и любовно-лирические песни («Секетбай», «Кюйгон»), кошок (плачи), пословицы и поговорки, сказки, эпосы («Курманбек», «Кедейхан», «Коджоджаш», «Сарынжи-Бокей», «Олджобай и Кишимджан», «Эр-Тоштюк», «Жаныл Мырза», «Эр-Табылды», «Джаныш-Баиш») и другие.
Особо важное значение для киргизского народа имеет героический эпос «Манас». Его популяризации способствовали манасчи (сказители), державшие его в памяти. Первые записи эпоса «Манас» и других киргизских поэм сделали в середине XIX века русский учёный-тюрколог Василий Радлов и казахский учёный Чокан Валиханов. Наиболее значительными манасчи считаются Сагымбай Орозбаков, со слов которого записано двести пятьдесят тысяч строк эпоса, и Саякбай Каралаев, устно передавший самый полный вариант эпоса, достигающий почти полмиллиона строк.
Одной из составляющей киргизской устной поэзии является творчество акынов (поэтов-импровизаторов). К концу XIX века в акынской поэзии Кыргызстана выделялось два направления: сторонники прогресса и воссоединения с Россией (Токтогул Сатылганов, Тоголок Молдо) и защитники традиционного уклада жизни, противопоставляющие киргизский народ русскому. В предреволюционные годы начал свою литературную деятельность ученик Токтогула, классик киргизской литературы Барпы Алыкулов. В своих песнях он разоблачал жестокость ханов, феодалов, показывал тяжесть наёмного труда, жизнь человека под гнётом баев.

## Советский период

### 1920-е годы
После прихода советской власти началась работа по созданию киргизской письменности. Согласно Литературному энциклопедическому словарю, годом рождения письменной киргизской литературы считается 1924 год, когда вышла первая газета на киргизском языке «Эркин-Тоо» («Свободные горы»): в ней были напечатаны первые стихотворения Аалы Токомбаева и других киргизских поэтов. Постановления Политбюро ЦК РКП(б) «О политике партии в области художественной литературы» (1925) и «О перестройке литературно-художественных организаций» (1932) положили начало для развития в киргизской литературе социалистического реализма. Первым письменным произведением современной киргизской литературы стало стихотворение А. Токомбаева «Эпоха Октября», опубликованное в первом номере газеты, а первым произведением в прозе — рассказ «Аджар» Касымалы Баялинова (1928). Предпринимались попытки создания драматических произведений, из которых выделяется исследователями пьеса «Кайгылуу Какей» Молдогазы Токобаева. На базе «Эркин-Тоо» сформировался литературный кружок молодых поэтов-революционеров «Кызыл учкун» («Красная искра»). Из организованного преподавателем киргизского языка Базаркулом Данияровым и просветителем Сатыбалды Нааматовым кружка вышли писатели Аалы Токомбаев, Джоомарт Боконбаев, Тугельбай Сыдыкбеков, Джусуп Турусбеков, Кубанычбек Маликов, Молдогазы Токобаев, Касымалы Джантошев, Касымалы Баялинов, Мукай Элебаев, Райкан Шукурбеков. Поэзия 1920-х годов в основном опиралась на традиции киргизского устно-поэтического фольклора. Основной темой поэтических произведений того периода было освобождение угнетённых и строительство новой жизни. В конце 1920-х годов дебютировал уроженец республики Николай Чекменёв — выпуск повести «Пастух Садык» сделал его основоположником русской литературы Кыргызстана.

### 1930-е годы
В литературе 1930-х годов проявилось многообразие жанров и направлений. Важное место в произведениях того времени занимала тема труда. В 1930-е годы развивалась киргизская драматургия, появились крупные драматические произведения, среди которых «Не смерть, а жизнь» Джусупа Турусбекова и «Золотая девушка» Джоомарта Боконбаева. Появляются и прозаические произведения: романы «Кен-Су» и «Темир» Тугельбая Сыдыкбекова, «Каныбек» Касымалы Джантошева и другие. Поэты 1930-х годов отошли от декларативности и излишней красивости, в их творчестве начал преобладать гражданский пафос. В 1930-е годы на киргизский язык переводились произведения русской литературы и литературы других народов, чем занимались Джоомарт Боконбаев и Алыкул Осмонов: в тот период русская литература оказала влияние на киргизскую. 
В 1934 году был проведён Первый всесоюзный съезд советских писателей — делегатами от Советского Кыргызстана были избраны Аалы Токомбаев, Мукай Элебаев, Касымалы Маликов и Джусуп Турусбеков. В это же время на литературное пространство вышли Джоомарт Боконбаев, Касымалы Маликов, Темиркул Уметалиев, Джусуп Турусбеков, Абдрасул Токтомушев, Тугельбай Сыдыкбеков и другие.

### 1940-е годы
В годы Великой Отечественной войны основной темой киргизской литературы стали подвиги советских людей на фронте и работа в тылу. Многие писатели республики погибли в боях с немецко-фашистскими оккупантами, в том числе Мукай Элебаев, Джусуп Турусбеков, Джума Джамгырчиев, Кусеин Эсенкожоев, Джекшен Ашубаев. Поэты-фронтовики Темиркул Уметалиев, Толен Шамшиев и другие в своих стихотворениях призывали на борьбу с оккупантом, писали о стойкости и мужестве советских людей. В годы войны также были написаны произведения Джоомарта Боконбаева, Аалы Токомбаева, Алымкула Усенбаева, Какыла Акиева и других. Тема подвига присутствовала и в послевоенный период в творчестве киргизских писателей-фронтовиков Темиркула Уметалиева, Узакбая Абдукаимова, Суюнбая Эралиева, Сооронбая Джусуева и других. В киргизской литературе военных лет также занимали своё место очерки и рассказы о подвигах на войне. В годы войны состав писателей Советского Кыргызстана пополнился эвакуированными из России и Украины писателями: Аделина Адалис, Яков Апушкин, В. Винников, Якуб Земляк, Е. Зоря, А. Кравцов, Евгений Ковский, Михаил Меньшиков, Лев Пасынков, А. Степанов, Георгий Шенгели и другие. В послевоенные годы продолжала развиваться художественная проза — Касымалы Баялинов написал повесть «Счастье», Тугельбай Сыдыкбеков работал над романом «Люди наших дней». Позднее тема войны займёт особое место в творчестве Суюнбая Эралиева, Сооронбая Джусуева, Дж. Мавлянова. Значительным послевоенным произведением исследователи считают роман «Фронт» Узакбая Абдукаимова. В поэзии же того времени выделяются поэмы «Своими глазами» и «Мелодии комуза» А. Токомбаева, «Кубат», «„Песня“ о белом золоте», «Джыпар» Т. Уметалиева, «Кадыр-аке», «Золотая гора» К. Маликова, поэмы С. Джусуева и Б. Сарногоева. 
После войны в республику прибывают А. Борцов, Фёдор Самохин, Виктор Швембергер, Сергей Фиксин.

### 1950—1960-е годы
В 1950—1960-е годы киргизские писатели стали активно обращаться к сложным социальным и нравственным проблемам. Высокого художественного уровня достигли жанры рассказа и прозы. В послевоенной киргизской прозе важное место занимало творчество Ч. Айтматова, повести которого переведены на многие языки мира. Развивался жанр романа как на современные (Н. Байтемиров, Ш. Бейшеналиев и другие), так и на исторические темы (Т. Касымбеков). Киргизская драматургия, начавшаяся в 1930-х годах с переложений на сцену фольклорных произведений, в 1950—1970-х годах стала реалистичной и приобрела современное остросоциальное звучание (К. Маликов, Т. Абдумомунов, М. Байджиев). В поэзии получили развитие поэма (М. Абылкасымова) и различные формы лирики (М. Джангазиев). Если ранее киргизская поэзия ориентировалась на классический рифмованный стих, то в 1960—1970-х годах в ней появился и стих свободный (С. Эралиев, О. Султанов и другие). Русская проза Кыргызстана в 1970-х была богаче поэзии — и в жанровом, и в тематическом отношении. Фактически она была представлена всеми основными эпическими жанрами: очерком (В. Светличный, Л. Дядюченко, А. Дергачёв, А. Жирков), рассказом (Е. Колесников, Г. Адамовский, Н. Коханов, Н. Ямылов), повестью (Ф. Самохин, М. Аксаков, С. Островских), романом (Н. Удалов, Е. Ковский). В жанре повести можно было увидеть своеобразный «бум». Тогда в этом жанре работали писатели разных поколений — и Бейшеналиев, и Каимов, и Самохин, и Мавлянов, и Сооронбаева, и другие. Популярность этого жанра была вызвана общественной, художественной потребностью в оперативном, концентрированном воплощении в объёме повести усложнившегося содержания и ускорившихся ритмов современной жизни.